# Schultergürtel

Menschlicher Schultergürtel

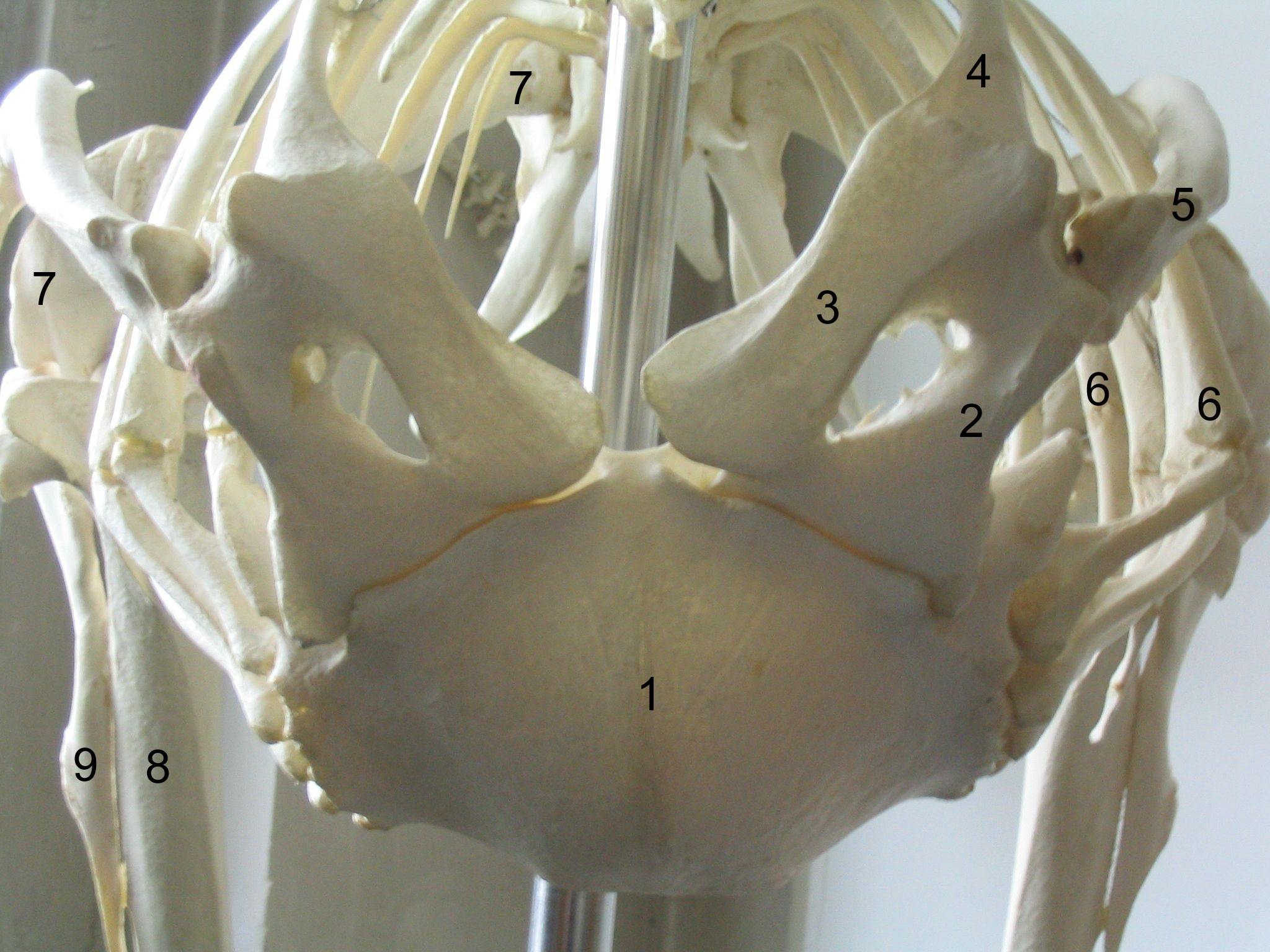
Skelett eines Afrikanischen Straußes von vorn. 1 Brustbein, 2 Rabenbein, 3 Schlüsselbein, 4 Schulterblatt (5 Oberarmknochen, 6 Rippen, 7 Oberschenkelknochen, 8 Schienbein, 9 Wadenbein)

Als Schultergürtel – lat. Cingulum membri superioris (Mensch, wörtlich „Gürtel der oberen Extremität“) bzw. Cingulum membri thoracici (Tiere, „Gürtel der Brustkorb-Extremität“) – bezeichnet man bei Wirbeltieren die Knochen, die die vorderen Extremitäten (beim Menschen die oberen, also die Arme) mit dem Rumpf verbinden. Zusammen mit dem Beckengürtel gehört der Schultergürtel zum sogenannten Zonoskelett.
Im Wesentlichen unterscheidet man drei Knochen, die allerdings nicht in gleicher Weise bei allen Wirbeltieren ausgebildet sind:
- Schulterblatt (Scapula)
- Schlüsselbein (Clavicula)
- Rabenbein (Coracoid)

Bei den Knochenfischen sind Schulterblatt und Rabenbein u-förmig verbunden. Das Schlüsselbein ist als Hautverknöcherung bereits angedeutet. Bei den Amphibien fehlt das Schlüsselbein. Bei Reptilien sind Schlüsselbein und Schulterblatt oft nur knorplig, zudem gibt es eine Interclavicula, die das eigentliche Schlüsselbein mit dem Brustbein (Sternum) verbindet. Auch bei extremitätenlosen Reptilien (wie den Schlangen) sind Schlüsselbein und Schulterblatt noch in Resten vorhanden. Vögel besitzen alle drei Knochen des Schultergürtels. Das Rabenbein ist bei ihnen der kräftigste Knochen (→ Vogelskelett).
Bei den meisten Säugetieren (inklusive Mensch) ist das Rabenbein zu einem Fortsatz (Processus coracoideus) am Schulterblatt zurückgebildet. Lediglich die Kloakentiere besitzen ein eigenständiges Rabenbein. Auch das Schlüsselbein ist bei den meisten Säugetieren zurückgebildet, beim Menschen aber vorhanden und gelenkig mit dem Manubrium sterni (Teil des Brustbeins) verbunden. Mit Ausnahme beim Menschen und den Primaten ist der wichtigste oder gar einzige Knochen zur Verbindung mit dem Rumpf somit das Schulterblatt, das muskulös mit dem Brustkorb verbunden ist (Synsarkose).